# Alluce valgo

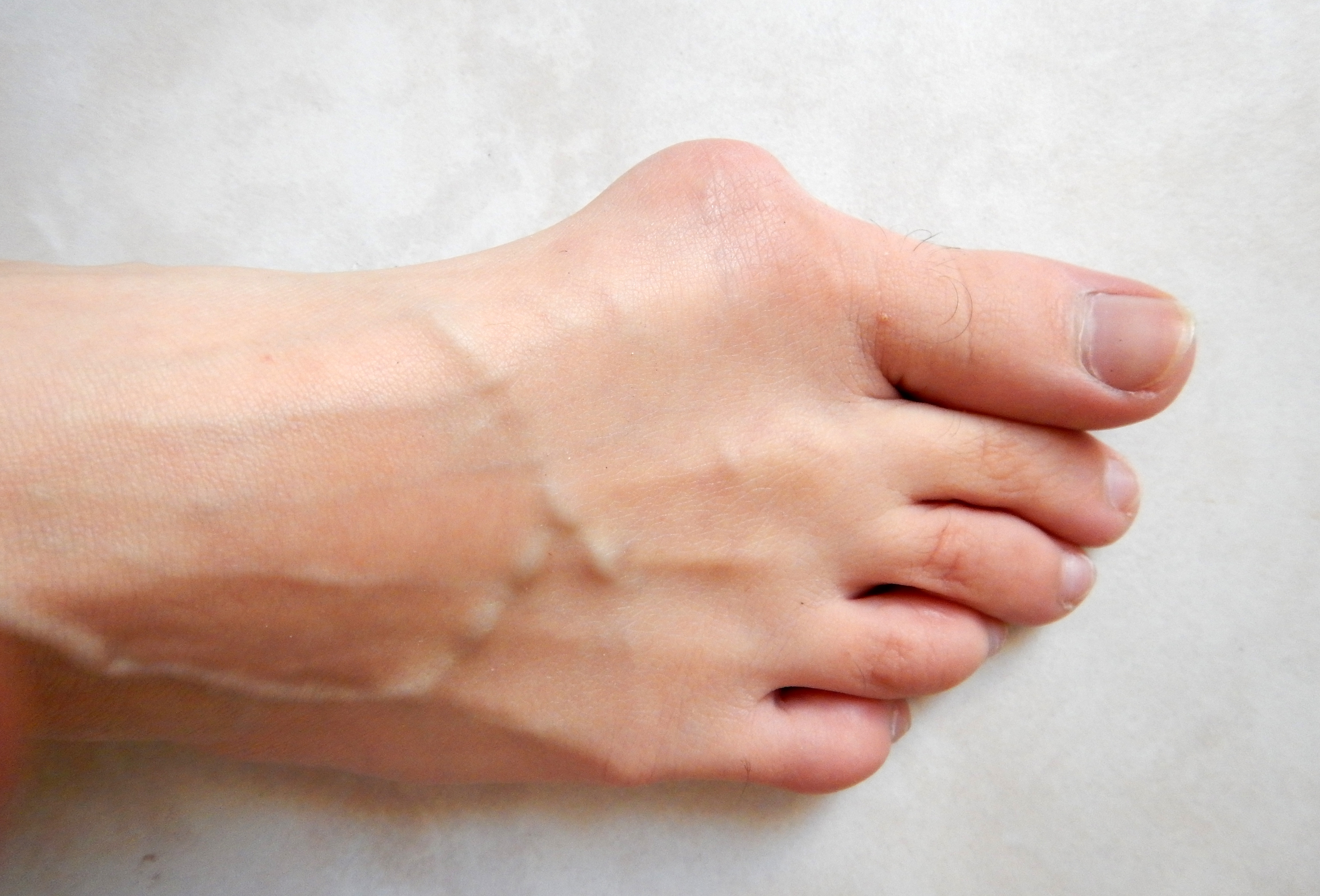
Alluce valgo

L'alluce valgo è una deformazione del piede costituita dall'allontanamento della testa del primo metatarso dalle altre.

## Eziologia
È inesatto dire che l'alluce valgo sia ereditario, più esatto è parlare di predisposizione ereditaria di lassità legamentosa e muscolare dei flessori dell'alluce e dei muscoli della volta plantare in questo caso. Un piede piatto (o valgo) condizionerà sicuramente la lunghezza dei suddetti legamenti e muscoli che a loro volta potranno permettere al primo dito un atteggiamento in valgismo. In conseguenza di ciò l'avampiede si allarga a ventaglio dando vita alla tipica protuberanza che caratterizza tale affezione. Inoltre la base d'appoggio dell'alluce soprastante si sposta, provocando la deviazione del dito verso l'esterno. Il primo metatarso e l'alluce non sono più allineati ma formano tra loro un angolo detto di valgismo da cui prende nome la deformità.

## Epidemiologia
L'alluce valgo colpisce prevalentemente le donne in età adulta. Le forme che si manifestano in giovane età sono più spesso quelle congenite.

## Sintomatologia
Il sintomo principale è il dolore che è evidente anche a riposo. In seguito si manifesta tumefazione, gonfiore e arrossamento intorno all'articolazione dell'alluce e si avverte un particolare fastidio in particolare quando si indossano le scarpe e si cammina. Il gonfiore è solitamente dolorante.

## Terapia
Vari sono i trattamenti possibili, possono essere utili i massaggi freddi locali, la somministrazione di FANS e infiltrazioni di corticosteroidi extrarticolari. Vi sono inoltre misure non invasive correttive come la ginnastica e la scelta di calzature comode che possono aiutare nei casi meno gravi. La deformazione in stato avanzato, soprattutto in caso di dolore acuto e continuo, può esser corretta tramite intervento chirurgico.
Il tutore è un apparecchio ortopedico correttivo e come tale nel tempo, progressivamente, migliora l'aspetto estetico e funzionale del piede se utilizzato in una fase iniziale e non avanzata.
La chirurgia solitamente è l’ultima risorsa che viene attuata solo se i tentativi di trattamento conservativo non sono andati a buon fine. È consigliata anche se la radiografia del piede, che è sempre consigliata prima della diagnosi e senz'altro prima dell'intervento, riveli una deformità significativa dell’articolazione.